# Giola Gandini

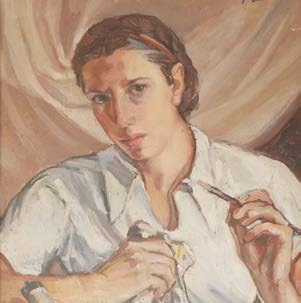
Autorretrato, 1933

Giola Gandini (Parma, 19 de mayo de 1906 – Venecia, 17 de septiembre de 1941) fue una pintora italiana.

## Biografía
Se instaló en Venecia en sus primeros años, y contrajo poliomielitis de niña.
A pesar de su enfermedad, estudió pintura en la Accademia di Belle Arti di Venezia y con maestros como Vincenzo De Stefani, desarrollando un estilo muy personal, caracterizado por la búsqueda de la arquitectura de los cuerpos, una vena íntima y melancólica y una línea cromática incisiva.
Entre 1929 y 1940 participó en numerosas exposiciones (Quadriennale di Roma, Bienal de Venecia...)
A los 35 años murió por las complicaciones de la polio.